# Elena Mitewa
Elena Mitewa (* 18. Juli 1992) ist eine bulgarische Hürdenläuferin, die sich auf die 100-Meter-Distanz spezialisiert hat und auch im Siebenkampf an den Start geht.

## Sportliche Laufbahn
Erste internationale Erfahrungen sammelte Elena Mitewa im Jahr 2012, als sie bei den Balkan-Meisterschaften in Eskişehir in 14,60 s den fünften Platz belegte. Im Jahr darauf klassierte sie sich bei den Meisterschaften in Stara Sagora in 14,41 s auf dem siebten Platz und 2014 siegte sie bei den Balkan-Hallenmeisterschaften in Istanbul mit 8,75 s im B-Finale über 60 m Hürden und wurde bei den Freiluftmeisterschaften in Pitești in 14,63 s Vierte. Im Jahr darauf erreichte sie bei den Balkan-Hallenmeisterschaften in 8,61 s den zweiten Platz im B-Finale und 2017 wurde sie bei den Hallen-Balkanmeisterschaften in Belgrad in 8,74 s Dritte im B-Finale und gewann mit der bulgarischen 4-mal-400-Meter-Staffel in 3:57,62 min die Bronzemedaille. 2018 belegte sie bei den Hallen-Balkanmeisterschaften in Istanbul in 8,71 s den achten Platz über 60 m Hürden und gewann mit der Staffel in 3:58,89 min die Bronzemedaille. Im Jahr darauf wurde sie bei den Balkan-Meisterschaften in Prawez in 13,66 s Vierte und 2020 wurde sie bei den Balkan-Meisterschaften in Cluj-Napoca in 13,57 s Sechste im Hürdensprint, gewann mit der 4-mal-100-Meter-Staffel in 47,33 s die Silbermedaille und gewann mit der 4-mal-400-Meter-Staffel in 3:57,10 min Bronze. 2021 erreichte sie bei den Balkan-Hallenmeisterschaften in Istanbul in 8,40 s Rang acht und bei den Freiluftmeisterschaften in Smederevo erreichte sie nach 13,34 s Rang sechs. 
In den Jahren 2015 und von 2018 bis 2021 wurde Mitewa bulgarische Meisterin im 100-Meter-Hürdenlauf sowie 2020 auch im Siebenkampf. In der Halle siegte sie 2014 und 2015, 2017 und 2018 sowie 2020 und 2021 über 60 m Hürden.

## Persönliche Bestleistungen
- 100 m Hürden: 13,30 s (+0,9 m/s), 8. August 2020 in Sofia
  - 60 m Hürden (Halle): 8,27 s, 7. Februar 2021 in Sofia
- Siebenkampf: 4793 Punkte, 5. Juli 2020 in Sofia
  - Fünfkampf (Halle): 3476 Punkte, 4. März 2021 in Sofia